# Julio Héctor Estrada
Julio Héctor Estrada Domínguez (Guatemala, 22 de junio de 1974) es un economista, consultor, empresario y político guatemalteco.
Egresado de Economía de la Universidad Francisco Marroquín, MBA de la escuela de negocios INSEAD en Francia y máster en Liderazgo Global del programa GLF del World Economic Forum. Ha sido director ejecutivo del Programa Nacional de Competitividad (PRONACOM) y la Oficina de Atracción de Inversiones, Invest in Guatemala. Fue director ejecutivo de la oficina de promoción de Alianzas Público-Privadas (ANADIE) y ministro de Finanzas Públicas entre 2016 y 2018.
Fue candidato a la presidencia de la República de Guatemala por el partido Compromiso, Renovación y Orden en las elecciones generales de 2019.

## Estudios
Estudió en el Colegio Austriaco. Al graduarse ingresó a la Universidad Francisco Marroquín (UFM) donde se graduó como Economista. Su tesis de licenciatura fue galardonada con el título del premio Manuel Noriega Morales de investigación económica por el Banco de Guatemala. 
En la UFM, sirvió dos años como presidente y miembro del Comité Nacional AIESEC (Asociación Global Estudiantes de Ciencias Económicas). Representó a esta universidad en diversos debates, y también en eventos nacionales e internacionales.
En 2004, concluyó sus estudios de Maestría en Administración de Empresas (MBA) en la Escuela de Negocios INSEAD  (Institut Européen d'Administration des Affaires) en Francia y Singapur.  La INSEAD fue catalogada como “Ranking no. 1”  de Escuela de Negocios en el mundo por el Financial Times. 

## Función Pública
En 2008 se mudó de Suiza a Guatemala para dirigir el Programa Nacional de Competitividad PRONACOM, la entidad a cargo de reformas económicas importantes y los indicadores de competitividad, así como la coordinación de la Oficina de Atracción de Inversiones llamada Invest in Guatemala. También, implementó el Programa de Desarrollo Económico desde lo Rural, financiado por el Banco Interamericano de Desarrollo y el Banco Mundial.[cita requerida]
En 2012 fue designado por oposición para dirigir e implementar la Agencia de Desarrollo de Infraestructura Económica (ANADIE).
Ejerció de ministro de Finanzas Públicas entre enero de 2016 y septiembre de 2018.

## Trayectoria Empresarial
Empresario, fundador de una empresa de desarrollo inmobiliario de capital privado dedicado a la construcción de viviendas en el país. Ha sido exportador de melón Honeydew a Estados Unidos.[cita requerida]
Trabajó en la banca privada en Zúrich, Suiza, para la unidad de Gestión y Control de Citibank. Después, se integró a AT Kearney Management Consulting, con sede en Suiza, participando en proyectos de reestructuración y transformación en empresas en Alemania, Suiza, Italia, Corea del Sur y Japón.[cita requerida]
Entre 2005 y 2008 formó parte del Foro económico Mundial, donde ejerció director adjunto para América Latina del WEF. Desarrolló dos proyectos de investigación y consensos alrededor de cómo acelerar la inversión privada en infraestructura y cómo adaptarse las empresas de América Latina al surgimiento y poderío económico de China.